# 旭コンテナ工業
旭コンテナ工業株式会社（あさひコンテナこうぎょう、英: ASAHI CONTAINER INDUSTRY CO., LTD. ）は、愛知県あま市に本社を置く包装・梱包資材・養生材メーカーである。 

## 概要
1955年（昭和30年）9月設立。一般産業容器製造販売･輸出用梱包資材製造販売・防災用品製造販売を行っている。

## 沿革
- 1955年(昭和30年)9月：佐々木ファイバ－工業所創立
- 1971年(昭和46年)：三井東圧化学製発砲ＰＰシ－ト ハッポ－ト・パロニアの 折りたたみ式通い箱開発・販売を開始  三井東圧化学(株)と販売提携
- 1973年(昭和48年)：旭コンテナ工業株式会社へ社名変更
- 1993年(平成5年)：シクラパックを家具用原材料の分野に販売を開始 東京工場開設  シートパレットの製造を開始
- 1994年(平成6年)：東京営業所を世田谷区玉川台へ移転
- 1998年(平成10年)：「ノンスリップＰＰベニヤ」の開発・販売を開始 東京パック出展
- 1998年(平成11年) ：「ＮＥＷ養生ゆか」がエコマークの認定を受ける  避難所用パーテーション「マジックパネル」の開発・販売を開始  「紙ワインクーラー」の開発・販売を開始  段ボール製「新マジックパネル」の開発・販売を開始
- 2001年(平成13年)：本社移転及び本社工場竣工
- 2002年(平成14年)：東京工場閉鎖及び製造を本社工場へ集約

## 主要製品
- プラスチック段ボール製品(プラダン、ダンプラ)
  - 切り板
  - 緩衝材、輸出梱包材、養生シート
  - 倉庫下敷材・プランター・仕切板・畳芯材
  - 畜舎の断熱保温材・保温パネル材
- パロニアスーパーHD・デュラウッド製品
  - 仕切り材
- シクラパック製品
  - 通い箱
- 梱包資材
  - 床材
    - NEW養生ゆか
    - ノンスリップPPべニア

  - 容器
    - BIT-BOX

  - 緩衝材
    - フィルム緩衝システム
- 加工機
  - ハニカムカッター
- 民生品
  - 紙製ワインクーラー
- 防災用品
  - 避難所用パーテーション（マジックパネル・毛布保管マジックパネル）
  - オリジナル防災用品

## 事業所
| 拠点名         | 所在地       | 操業開始 | 従業員数               | 事業内容                         |
| -------------- | ------------ | -------- | ---------------------- | -------------------------------- |
| 本社・本社工場 | 愛知県あま市 | 2001年   | 21名（令和4年2月現在） | 包装・梱包資材・養生材の設計製造 |